# George Christopher Williams (biologo)
George Christopher Williams (12 maggio 1926 – 8 settembre 2010) è stato un biologo statunitense.